# En flykting korsar sitt spår
En flykting korsar sitt spår (norska: En flyktning krysser sitt spor) är en roman av Aksel Sandemose, första gången utgiven på norska 1933. Den har givit upphov till uttrycket Jantelagen. Första svenska upplaga utkom 1934.
Espen Arnakke, som dräpt John Wakefield efter att denne tagit hans älskade Eva, är en djupt olycklig figur. Vid mordtillfället var han berusad och ledsen. Resten av boken ägnas åt Espens existentiella ångest och Jante, alltså livet i en småstad. Det är i boken ett porträtt av en intolerant miljö.
Själva mordet ägde rum när Espen var 17 år i Kanada, och beskrivs i boken En sjöman går i land skriven 1931. 